# Termae Himerae
Termae Himerae (łac.  Diocesis Himerensis, wł. Diocesi di Termini Imerese) – stolica historycznej diecezji w Italii erygowanej w IV wieku, a włączonej w skład archidiecezji Palermo w X wieku. 
Współczesne miasto Termini Imerese w prowincji Palermo we Włoszech. Obecnie katolickie biskupstwo tytularne ustanowione w 1968 przez papieża Pawła VI.

## Biskupi tytularni
| Lp. | Biskup               | Funkcja                            | Od               | Do                |
| --- | -------------------- | ---------------------------------- | ---------------- | ----------------- |
| 1   | Antonio Maria Travia | jałmużnik papieski                 | 16 grudnia 1968  | 5 lutego 2006     |
| 2   | Jean-Yves Nahmias    | biskup pomocniczy Paryża (Francja) | 1 czerwca 2006   | 9 sierpnia 2012   |
| 3   | Paolo Giulietti      | biskup pomocniczy Perugii (Włochy) | 30 maja 2014     | 19 stycznia 2019  |
| 4   | Marco Salvi          | biskup pomocniczy Perugii (Włochy) | 15 lutego 2019   | 11 listopada 2022 |
| 5   | Alfonso Raimo        | biskup pomocniczy Salerno (Włochy) | 30 kwietnia 2024 |                   |